# Paso de Buta Mallín
Paso Buta Mallin es un paso fronterizo entre la República Argentina y la República de Chile, está ubicado en el noroeste de la provincia del Neuquén y en VIII Región del Biobío respectivamente, el motivo principal de este paso es la de permitir el cruce del oleoducto y gasoducto que parte del territorio neuquino hacia Chile
El paso está habilitado por resolución Nº 1.503 del 21 de mayo de 2003, por la Dirección General de Aduanas de Argentina. El paso tiene una altura de 1.915 m s. n. m..